# Chveneburi
Chveneburi (en georgiano: ჩვენებური, čveneburi), significa "de nosotros" en georgiano, es un exónimo de los musulmanes descendientes de inmigrantes georgianos que se establecieron en regiones turcas de mayoría no-georgiana, por lo que de hecho el término "de nosotros" tiene una triple distinción de los cristianos de Georgia, de los musulmanes turcos. Los chvneburi son sunitas de la escuela Hanafí de la corriente Madhab.

## Historia
Los chveneburi llegaron a Turquía básicamente en tres olas de migración. La primera ola fue durante la Guerra Ruso-Turca (1828-1829) cuando la Sublime Puerta entregó la soberanía de varias zonas de Georgia al Imperio ruso. Migraciones menores posteriores siguieron hasta la Guerra Ruso-Turca (1877-1878), cuando se produjo una importante ola de inmigración que afectó a regiones históricamente georgianas que tenían una importante población musulmana como Artvin, Adjaria, Ardahan, Samtsje, y Bajo Guria. Los adjarios son conocidos por sus lugares de origen, como por ejemplo Batumlular para los procedentes de Batum, Çürüksulular para los procedentes de Kobuleti. Esta ola fue la de los Muhayires, conocida como mujayiroba (მუჰაჯირობა), dejando muchas regiones de mayoría musulmana en Georgia prácticamente despobladas. La última ola de inmigración considerable fue en 1921 cuando Turquía finalmente abandonó su reclamación sobre Adjaria en el Tratado de Kars con la Unión Soviética. Esta fue la última ola que afectó a los musulmanes turco hablantes de la Alta Adjaria.

## Distribución
Los chveneburi viven esparcidos por toda Turquía, sin embargo, se concentran principalmente en dos regiones:
- Costa del Mar Negro, en las provincias de Giresun, Ordu, Samsun y Sinope, extendiéndose a las provincias de Amasya y Tokat. En especial, los chveneburi de Ünye, Ordu, Terme, y Çarşamba conservan su idioma y tradiciones.
- Noroeste de Turquía, en las provincias de Duzce, Sakarya, Kocaeli, Bursa y Balıkesir.

Los chveneburi superan a los musulmanes georgianos tanto en Georgia como en la región de Artvin. El total de georgianos que viven en Turquía probablemente son más de 1.5 millones, comparado con los 50.000 hablantes de georgiano en la zona de Artvin.

## Prensa
La revista de cultura georgiana más importante en Turquía se llama Çveneburi. Fue fundada en 1979 por Ahmet Özkan (Melashvili), quien también escribió el libro Gürcüstan (Georgia) en 1968. En 1980 Özkan fue asesinado en Bursa por los Lobos Grises. Desde entonces, su hijo İberya se hizo cargo de la revista. El contenido de la revista está casi completamente en idioma turco y presenta artículos en Chveneburi así como de la situación actual de Georgia y el mundo georgiano. Otro periódico es el Pirosmani, bilingüe en georgiano y turco y publicado en Estambul.

## Identidad de grupo
La identidad grupal está delimitada básicamente por el cisma con los cristianos georgianos. Los chveneburi son reticentes a usar la palabra Kartveli (ქართველი) para autodenominarse porque el término tiene una implicación de ser cristiano. Prefieren el término Gurji (გურჯი) para referirse a sí mismos, por denotar un bagaje étnico más preciso. El Islam sigue jugando un papel central en las vidas de la mayoría de los Chveneburi. Eran reticentes a la aproximación a la Georgia soviética por las sospechas de prácticas ateístas, y hoy en día, las supuestas conversiones en masa al cristianismo en Georgia tienen a una disminución de los lazos.
Los matrimonios mixtos con otros grupos suníes son comunes. En algunas regiones, especialmente en Ünye, las mujeres chveneburi son muy deseadas porque son vistas por la población local turca como esposas bellas y trabajadoras. Este fenómeno acelera la asimilación cultural de la comunidad.
Hay tesis históricas que atribuyen ancestros no georgianos o túrquicos a los chveneburi, impulsadas por el estado turco. La figura más prominente de la historiografía fue Mehmet Fahrettin Kırzıoğlu. Ejemplos más recientes de tales esfuerzos se pueden encontrar en 2001 con el libro de Yunus Zeyrek, Acarlar ve Acaristan. Muchos chveneburi atribuyen estas ideas y estilos así mismo como "Acar", del territorio histórico georgiano de "Acaristán".